# Врятуйте мене (фільм)
Врятуйте мене (англ. Save Me) — американський трилер 1994 року.

## Сюжет
Джим Стівенс, здатний співробітник процвітаючої компанії раптово стає свідком наступної сцени: молода симпатична дівчина приклеює до дверей записку. У записці всього 2 слова «Врятуйте мене» і телефон. І з цього моменту життя Джима перетворюється на якийсь кошмар з незрозумілих замахів, убивств і інтриг.

## У ролях
- Гаррі Гемлін — Джим Стівенс
- Лізетт Ентоні — Еллі
- Майкл Айронсайд — Олівер
- Стів Рейлсбек — Роббінс
- Олівія Гассі — Гейл
- Білл Нанн — детектив Вінсент
- Джозеф Кампанелла — Бартон
- Ніл Ронко — Метью
- Сігал Дайемант — продавець
- Райллі Мерфі — Кенні
- Білл Сміллі — охоронець
- Като Каелін — трейдер 1 / офіцер поліції
- Стефен Лендіс — трейдер 2
- Ренді Мермелл — трейдер 3
- Грант Крамер — трейдер 4
- Крістін Мітджес — Шеллі
- Грег Льюїс — лунатик
- Крістін Роуз — Шеріл
- Керрі Венстон — Сьюзі
- Ешлі Рей — покупець
- Крістін Кендрік — Джулія
- Ді Буер — оголена модель
- Армонд Азенкот — детектив Дженкінс
- Ленні Роуз — детектив
- Алан Аміел — детектив Браун
- Стен Йейл — бездомний